# Antialkidas

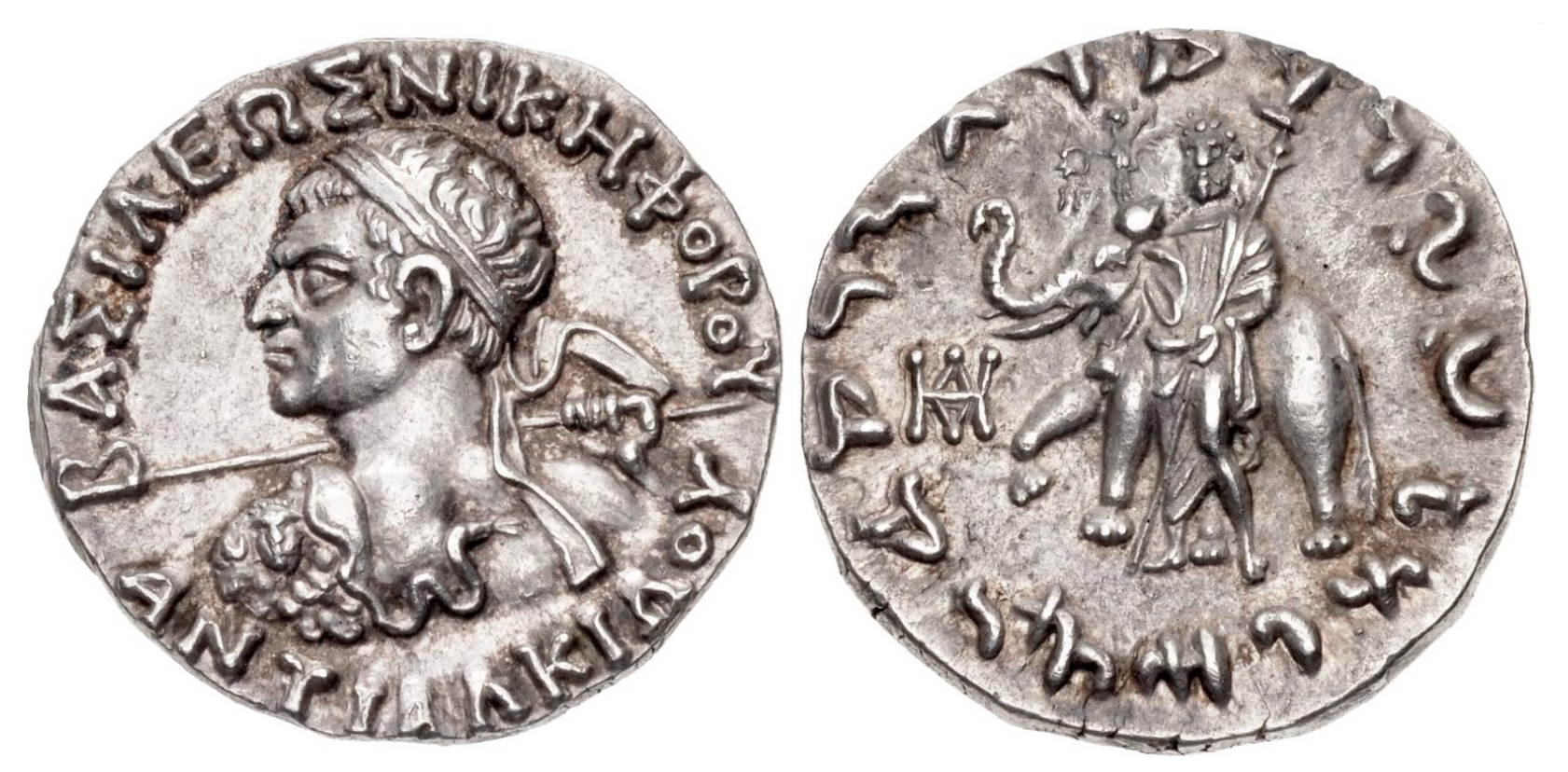
Münze des Antialkidas

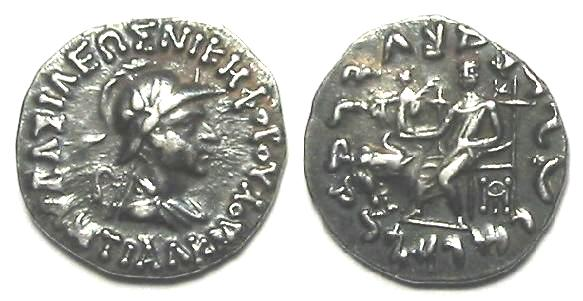
Münze des Antialkidas

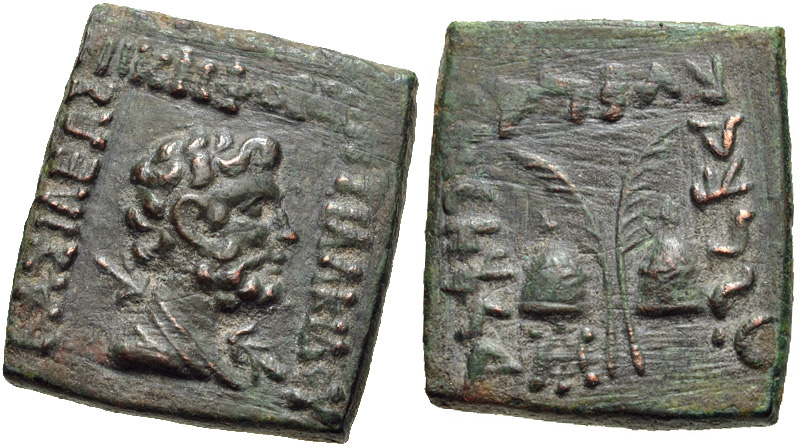
Münze des Antialkidas mit dem Kopf des Zeus

Antialkidas Nikephoros war ein indo-griechischer König, der von seinen Münzen und einer Inschrift bekannt ist. Seine Regierungszeit wird versuchsweise um 115 bis 95 v. Chr. angesetzt. Er scheint einer der letzten bedeutenderen griechisch-indischen Herrscher gewesen, der noch ein größeres Gebiet beherrschte und längere Zeit auf dem Thron blieb. Nach seinem Tod zerfiel sein Herrschaftsgebiet in kleinere Reiche.

## Münzen
Die Fundorte seiner Münzen deuten an, dass sich sein Reich vom Hindukusch bis zum Jhelam erstreckte. Taxila gehörte wahrscheinlich zu seinem Herrschaftsbereich. Seine zahlreichen Münzen zeigen sein Profil – manchmal mit Königsbinde – auf der Vorderseite und griechische Legenden. Auf der Rückseite erscheint oftmals der sitzende Zeus oder Zeus mit einem Elefanten mit Beischriften in Kharoshthi. Eine Silberserie trägt auch auf der Rückseite griechische Legenden und bezeichnet ihn als den Siegreichen. Weitere Prägungen zeigen auf der Vorderseite den Kopf des Zeus und auf der Rückseite zwei Helme der Dioskuren mit Palmenzweigen dazwischen. Auch hier finden sich Beischriften in Kharoshthi.
Eine einzelne Münze sorgte für einige Verwirrung. Sie zeigt Antialkidas auf der einen und Lysias auf der anderen Seite. Dies wurde zunächst als Beleg für eine Koregentschaft oder ein Bündnis zwischen den beiden Herrschern gesehen. Die neuere Forschung ist vorsichtiger und sieht darin eher eine Überprägung.

## Heliodoros-Säule
Bemerkenswert ist die Inschrift auf der sogenannten Heliodoros-Säule, die eine Gesandtschaft des Herrschers unter der Leitung eines gewissen Heliodoros an den Shunga-Herrscher Bhagabhadra (=Bhagavata?) erwähnt.